# آدم فيرنر
آدم فيرنر (بالسويدية: Adam Werner)‏ هو لاعب هوكي الجليد سويدي، ولد في 2 مايو 1997 في مارياستاد في السويد.

## وصلات خارجية
- آدم فيرنر على موقع دوري الهوكي الوطني (الإنجليزية)
- آدم فيرنر على موقع EliteProspects.com (الإنجليزية)
- آدم فيرنر على موقع Eurohockey.com (الإنجليزية)
- آدم فيرنر على موقع HockeyDB.com (الإنجليزية)